# Matt DePeters
Matthew "Matt" DePeters (ur. 20 sierpnia 1987) – amerykański narciarz dowolny. Specjalizuje się w skokach akrobatycznych.
Startował na Igrzyskach w Vancouver. W skokach akrobatycznych zajął 17. miejsce.